# 사물지능
사물지능(事物知能)은 "물리적 사물, 디지털 사물 그리고 생물학적 존재에 탑재 또는 융합되어 작동되고 활용되는 인공지능"이다.

## 같이 보기
- AIoT
- Artificial intelligence of things
- 사물지능융합기술